# Liste der Landschaftsschutzgebiete im Landkreis Coburg
Im Landkreis Coburg gibt es elf Landschaftsschutzgebiete. (Stand: November 2018)

## Hinweise zu den Angaben in der Tabelle
- Gebietsname: Amtliche Bezeichnung des Schutzgebietes
- Bild/Commons: Bild und Link zu weiteren Bildern aus dem Schutzgebiet
- LSG-ID: Amtliche Nummer des Schutzgebietes
- WDPA-ID: Link zum Eintrag des Schutzgebietes in der World Database on Protected Areas
- Wikidata: Link zum Wikidata-Eintrag des Schutzgebietes
- Ausweisung: Datum der Ausweisung als Schutzgebiet
- Gemeinde(n): Gemeinden, auf denen sich das Schutzgebiet befindet
- Lage: Geografischer Standort
- Fläche: Gesamtfläche des Schutzgebietes in Hektar
- Flächenanteil: Anteilige Flächen des Schutzgebietes in Landkreisen/Gemeinden, Angabe in % der Gesamtfläche
- Bemerkung: Besonderheiten und Anmerkungen

Bis auf die Spalte Lage sind alle Spalten sortierbar.
| Gebietsname                                 | Bild/Commons   | LSG-ID       | WDPA-ID | Wikidata  | Ausweisung | Gemeinde(n) | Lage     | Fläche ha | Flächenanteil                              | Bemerkung |
| ------------------------------------------- | -------------- | ------------ | ------- | --------- | ---------- | ----------- | -------- | --------- | ------------------------------------------ | --------- |
| Callenberger Forst                          | weitere Bilder | LSG-00297.01 | 395776  | Q59637247 | 1979       |             | Position | 739,41    | Coburg (44 %), Landkreis Coburg (56,0 %)   |           |
| Gericht                                     |                | LSG-00034.01 | 395471  | Q59637223 | 1954       |             | Position | 0,84      | Landkreis Coburg (100 %)                   |           |
| Kalmusrangen                                |                | LSG-00036.01 | 395473  | Q59637227 | 1954       |             | Position | 2,54      | Landkreis Coburg (100 %)                   |           |
| Muppberg                                    | weitere Bilder | LSG-00266.03 | 395745  | Q59637244 | 1973       |             | Position | 247,44    | Landkreis Coburg (99,9 %)                  |           |
| Rosenau                                     | weitere Bilder | LSG-00266.02 | 395744  | Q59637241 | 1973       |             | Position | 122,48    | Landkreis Coburg (100 %)                   |           |
| Rottenbachsgrund                            |                | LSG-00035.01 | 395472  | Q59637225 | 1954       |             | Position | 19,65     | Landkreis Coburg (100 %)                   |           |
| Sandberg bei Ahorn                          |                | LSG-00258.01 | 395736  | Q59637237 | 1973       |             | Position | 117,73    | Coburg (22,3 %), Landkreis Coburg (77,7 %) |           |
| Südlicher Itzgrund                          | weitere Bilder | LSG-00475.01 | 395983  | Q59637251 | 1993       |             | Position | 1180,5    | Coburg (5,1 %), Landkreis Coburg (94,8 %)  |           |
| Thanner Grund mit angrenzenden Waldgebieten |                | LSG-00239.03 | 395717  | Q59637233 | 1972       |             | Position | 2152,12   | Landkreis Coburg (99,9 %)                  |           |
| Weinbergshut                                |                | LSG-00239.01 | 395715  | Q59637229 | 1972       |             | Position | 25,47     | Landkreis Coburg (100 %)                   |           |
| Weisbachsgrund                              |                | LSG-00239.02 | 395716  | Q59637232 | 1972       |             | Position | 577,27    | Landkreis Coburg (100 %)                   |           |